# Římskokatolická farnost Radhošť
Římskokatolická farnost Radhošť je územním společenstvím římských katolíků v pardubickém vikariátu královéhradecké diecéze.

## O farnosti

### Historie
Plebánie a kostel v Radhošti jsou poprvé v písemných pramenech doloženy v listině Arnošta z Pardubic jako součást tehdy nově zřízené litomyšlské diecéze. Místní farnost byla později zahrnuta do královéhradecké diecéze. V roce 1920 se Radhošť stala jedním z regionálních ohnisek nově vzniklé Československé církve, jejíž členové si pro své potřeby zabrali místní kostel a faru a místního katolického faráře Václava Olivu násilím vystěhovali. K návratu kostela a fary katolíkům došlo až v roce 1922 za asistence četnictva. Farář Československé církve, Ferdinand Tichý, byl následně soudně vyšetřován, protože spory ohledně záboru katolického kostela a fary byly vyhodnoceny jako pobuřování, které podněcoval (byl skutečně shledán vinným a odsouzen, na zásah ministra Klofáče byl však záhy amnestován). Radhošťský katolický farář byl nucen se v soudním vyšetřování rovněž angažovat, a toto dění jej psychicky vyčerpalo natolik, že záhy po skončení vyšetřování odešel do penze a zbytek života strávil jako soukromá osoba v Hrochově Týnci. V roce 1940 vydal o někdejších událostech spis O záboru kostela a fary bývalou národní církví Čs. v Radhošti u Vysokého Mýta dne 21. listopadu 1920. Bývalý radhošťský farář Václav Oliva zemřel 17. října 1943 v Hrochově Týnci a byl zde i pohřben.
Začátkem 70. let 20. století již v radhošťské farnosti nebyl sídelní kněz, a duchovní správa byla obstarávána z Chocně. V letech 2011-2013 proběhla zásadní rekonstrukce kostela, zvonice a márnice.

### Současnost
Farnost je administrována ex currendo z Horního Jelení.
| Kostel          | Místo   | Bohoslužba | Bohoslužba | Poznámka     |
| --------------- | ------- | ---------- | ---------- | ------------ |
| Kostel sv. Jiří | Radhošť | neděle     | 10.00      | farní kostel |